# Louestault
Louestault is een plaats en voormalige gemeente in het Franse departement Indre-et-Loire (regio Centre-Val de Loire) en telt 348 inwoners (2005). De plaats maakt deel uit van het arrondissement Chinon. Louestault is op 1 januari 2017 gefuseerd met de gemeente Beaumont-la-Ronce tot de gemeente Beaumont-Louestault. 

## Geografie
De oppervlakte van Louestault bedraagt 15,8 km², de bevolkingsdichtheid is 22,0 inwoners per km².
De onderstaande kaart toont de ligging van Louestault met de belangrijkste infrastructuur en aangrenzende gemeenten.

## Demografie
Onderstaande figuur toont het verloop van het inwonertal (bron: INSEE-tellingen).